# Волво 850
Volvo 850 е в сегмента на луксозните коли среден размер (за САЩ) произвежда се от едноименния шведски автомобилен производител от 1992 до 1997. Вариантите на купето са два, седан и комби. Volvo 850 първата кола от концерна с предно предаване.

## Обща информация
Volvo 850 е представено през 1992 в Европа и през 1993 в Северна Америка. Комби модела се появява през 1994. През 1995 в модела дебютират първите странични въздушни възглавници.
Седана има забележителните 2.80 m³. Това е с малко повече от 2.78 m³ на 2004 Mercedes-Benz E-Class. Това пространство е постигнато чрез напречно монтирания двигател. Поведението на пътя е също силно подобрено спрямо предходните модели. Също колата има малък радиус на завой за подобен клас кола 10.2 m. За сравнение по-новите големи модели имат 11.9 m радиус на завой.
През 1998 модела бива подновен и прекръстен на Volvo S70 (седан) и Volvo V70 (комби).

## Спорт
Volvo обединява сили с отбора Tom Walkinshaw Racing (TWR) през 1994 и сглобяват 850 комби, с което се състезават във British Touring Car Championship (BTCC). Въпреки многото критики автомобила печели две състезания пилотиран от Rickard Rydell и Jan Lammers и завършва шести през 1994. През 1995, TWR и Volvo правят 850R Saloon BTCC Racer с която печелят пет състезания пилотирани от Rickard Rydell and Tim Harvey и завършват трети в шампионата. През 1996, подобреният 850R седан взима осем победи пилотирана от Rickard Rydell и Kelvin Burt и отново завършват трети в шампионата.

## Моделни разлики в Северна Америка
1993:
- 850 GLT ($24 800 MSRP): 2.4 L I5, 168 hp (125 kW) @ 6300 rpm and 162 ft·lbf (220 N·m) @ 4500 rpm

Всички модели от 93 година са GLT, независимо от вътрешното оборудване. Много от опциите (кожа, шибидах и др.) влизат в пакета Touring.
1994:
- 850 ($24 300 MSRP): 2.4 L I5, 168 hp (125 kW) @ 6300 rpm and 162 ft·lbf (220 N·m) @ 4500 rpm
- 850 Turbo ($29 985 MSRP): 2.3 L I5, 222 hp (166 kW) @ 5200 rpm and 221 ft·lbf (300 N·m) @ 2100 rpm

Променят се фаровете и броните на комбито. GLT отпада но модификациите остават. Добавят се 222 hp Turbo седан и комби, както и атмосферното 168 hp комби.
1995:
- 850 ($24 580 MSRP): 2.4 L I5, 168 hp (125 kW) @ 6300 rpm and 162 ft·lbf (220 N·m) @ 4500 rpm
- 850 GLT ($27 110 MSRP): 2.4 L I5, 168 hp (125 kW) @ 6300 rpm and 162 ft·lbf (220 N·m) @ 4500 rpm
- 850 Turbo ($31 045 MSRP): 2.3 L I5, 222 hp (166 kW) @ 5200 rpm and 221 ft·lbf (300 N·m) @ 2100 rpm
- 850 T 5R ($35 545 MSRP): 2.3 L I5, 240 hp (179 kW) @ 5600 rpm and 221 ft·lbf (300 N·m) @ 2100 rpm

GLT се завръща за моделите от 1995 и вече модификациите са 850 GLT, 850 Turbo, and 850 T-5R. T-5R е най-мощният модел изсмукваш още, от двигателя посредством чип тунинг, модифицирано окачване, спойлери и подходящи гуми. Промените в нормалите модели включват нови стопове за седаните опция за странични въздушни възглавници, нови бутони в купето и куп други дребни промени по външният вид.
1996:
- 850 ($26 125 MSRP): 2.4 L I5, 168 hp (125 kW) @ 6300 rpm and 162 ft·lbf (220 N·m) @ 4700 rpm
- 850 GLT ($29 200 MSRP): 2.4 L I5, 168 hp (125 kW) @ 6300 rpm and 162 ft·lbf (220 N·m) @ 4500 rpm
- 850 Turbo ($32 650 MSRP): 2.3 L I5, 222 hp (166 kW) @ 5200 rpm and 221 ft·lbf (300 N·m) @ 2100 rpm
- 850 R ($37 925 MSRP): 2.3 L I5, 240 hp (179 kW) @ 5600 rpm and 221 ft·lbf (300 N·m) @ 2100 rpm

Промените през тази година включват, модификация на механизма за централно заключване, нови цветове и пълна OBD-II диагностична съвместимост. T5-R става само R през 1996, но показателите не се променят.
1997:
- 850 ($26 710 MSRP): 2.4 L I5, 168 hp (125 kW) @ 6300 rpm and 162 ft·lbf (220 N·m) @ 4500 rpm
- 850 GLT ($31 835 MSRP): 2.4 L I5, 190 hp (142 kW) at 5100 rpm and 199 ft·lbf (270 N·m) at 1600 rpm
- 850 T-5 ($34 500 MSRP): 2.3 L I5, 222 hp (166 kW) @ 5200 rpm and 221 ft·lbf (300 N·m) @ 2100 rpm
- 850 R ($38 685 MSRP): 2.3 L I5, 240 hp (179 kW) @ 5600 rpm and 221 ft·lbf (300 N·m) @ 2100 rpm

За последната за модела 1997 година всички GLT модели биват напомпани до 190 hp (142 kW) закачайки турбина с ниско налягане към 2.4 л двигател. „850 Turbo“ се нарича 850 T-5. 1997 година е кратка за модела, тъй като той е подменен от аналогичния Volvo S70 седан и Volvo V70 комби модел.